# Stuart Hameroff
Stuart Hameroff (Buffalo, 16 luglio 1947) è un medico anestesista statunitense, professore presso l'Università dell'Arizona, noto per la promozione di  studi scientifici della coscienza e per le sue teorie sui meccanismi che la governerebbero.

## Biografia
Cresciuto a Cleveland, Stuart Hameroff si è laureato in chimica all'Università di Pittsburgh, specializzandosi poi in medicina all'Hahnemann University Hospital di Filadelfia, dove ha studiato prima di entrare al Drexel University College of Medicine. Dopo l'internato al Tucson Medical Center (1973), un istituto "d'eccellenza" per le neuroscienze, a partire dal 1975 ha svolto l'intera carriera accademica all'Università dell'Arizona, dove nel 1999 è divenuto professore ordinario del Dipartimento di anestesiologia e psicologia, nonché direttore associato del Centro per gli studi sulla coscienza e, nel 2003, professore emerito di anestesiologia e psicologia. Per circa quarant'anni ha dedicato le proprie ricerche alla coscienza e, in particolare, ai meccanismi con cui la "materia grigia" (e rosata) del cervello umano produce la straordinaria ricchezza delle conoscenze, rendendo l'essere umano consapevoli delle proprie esperienze.

## Teorie
All'inizio della sua carriera professionale, mentre era ancora all'Hahnemann University Hospital, il lavoro di ricerca sulle neoplasie e sui meccanismi dei gas anestetici ha indirizzato gli interessi e gli studi di Hameroff sul ruolo svolto  nella divisione cellulare dalle strutture proteiniche chiamate microtubuli, portandolo a ipotizzare che questi siano capaci di una qualche forma di calcolo e quindi di "coscienza" nella propria attività. Di qui la supposizione che almeno una parte della soluzione al problema dello stato di coscienza fosse riconducibile alla comprensione delle funzioni dei microtubuli nelle cellule cerebrali, funzioni a livello molecolare e supramolecolare di notevole complessità e diffusione; giungendo così alla conclusione che, bene o male, nelle operazioni cellulari potrebbe verificarsi uno schema di calcolo sufficiente per parlare di coscienza. Queste teorie sono state presentate da Hameroff nel suo primo libro, Ultimate computing (1987, op. cit.), il cui argomento principale riguarda l'elaborazione dell'informazione in un tessuto biologico, in particolar modo nei microtubuli e altre parti del citoscheletro che potrebbero essere le unità base del processo anziché i neuroni stessi.
Due anni dopo, il fisico e matematico inglese Roger Penrose ha pubblicato La mente nuova dell'imperatore (1989, op. cit.), una ricerca scientifica sulla coscienza umana e l'intelligenza artificiale in cui, sulla base dei teoremi di incompletezza di Gödel, ha sostenuto che il nostro cervello può svolgere funzioni non assimilabili alla logica formale e quindi impossibili per qualsiasi computer o sistema di algoritmi, ribaltando le convinzioni allora prevalenti in materia. Ha quindi individuato nei principi della teoria dei quanti un processo alternativo all'emergere della coscienza, elaborando il modello della "riduzione (o collasso della funzione d'onda) oggettiva" (OR). Se le teorie di Penrose sono state ampiamente criticate da neuroscienziati, logici e filosofi, Hameroff invece ne è rimasto subito favorevolmente impressionato e ha proposto allo scienziato inglese i suoi microtubuli neurali come i candidati idonei a sostenere l'elaborazione quantistica nel cervello. Poiché anche Penrose era interessato agli aspetti matematici del reticolo dei microtubuli, dal 1992 al 1994 i due studiosi hanno collaborato alla formulazione del modello della "riduzione oggettiva orchestrata" (Orch-Or). I risultati di tale collaborazione sono stati esposti da Penrose nel saggio Ombre della mente (1994, op. cit.).
Anche la teoria Orch-Or ha avuto i suoi detrattori, ma da allora il ruolo del citoscheletro e dei microtubuli ha assunto enorme rilevanza per i successivi progressi delle neuroscienze. Infatti, proprio a partire dal 1994 Hameroff ha iniziato a organizzare ogni due anni a Tucson le conferenze internazionali e interdisciplinari sulla coscienza Toward a science of consciousness, cui hanno partecipato numerosi esperti, trasformandole in un punto di riferimento imprescindibile per quell'ambito di studi.

## Pubblicazioni
- (EN)  "Ch'i: a neural hologram? Microtubules, bioholography and acupuncture", in American Journal of Chinese Medicine, n. 2, 1974, pp. 163–170.
- (EN)  "Information in processing in microtubules" (con Richard Watt), in Journal of Theoretical Biology, n. 98, 1982, pp. 549–561.
- (EN)  "Do anesthetics act by altering electron mobility?" (con Richard Watt), in Anesthesia & Analgesia, n. 62, 1983, pp. 936–940.
- (EN)  Ultimate computing. Biomolecular consciousness and nanotechnology, Amsterdam, Elsevier, 1987. ISBN 0-444-70283-0 (il testo è consultabile sul sito dell'autore).
- (EN)  Toward a science of consciousness. The first Tucson discussions and debates (a cura di, con Alfred Kaszniak e Alwyn Scott), Cambridge (Mass.), MIT Press, 1996. ISBN 0-262-08249-7. Fra gli altri, il volume contiene anche il saggio congiunto di Hameroff e Penrose, "Orchestrated Reduction of quantum coherence in brain microtubules: a model for consciousness?", pp. 507–540.
- (EN)  Toward a science of consciousness. The second Tucson discussions and debates (a cura di, con Alfred Kaszniak e Alwyn Scott), Cambridge (Mass.), MIT Press, 1998. ISBN 0-262-08262-4.
- (EN)  Toward a science of consciousness. The third Tucson discussions and debates (a cura di, con Alfred Kaszniak e  David John Chalmers), Cambridge (Mass.), MIT Press, 1999. ISBN 0-262-58181-7.
- (EN)  "Quantum computation in brain microtubules? Decoherence and biological feasibility" (con Scott Hagan e Jack Tuszynski), in Physical Review E, vol. 65, giugno 2002.
- (EN)  "Consciousness, neurobiology and quantum mechanics: the case for a connection", in Jack Tuszynski (a cura di), The Emerging Physics of Consciousness, Berlino-Heidelberg, Springer, 2006, pp. 193–254. ISBN 978-3-540-23890-4 (il testo è parzialmente consultabile su Google Libri).